# The Age of Heroes
The Age of Heroes (en hangul, 영웅시대; en hanja, 英雄時代; romanización revisada, Yeongungsidae), también conocida en español como Tiempos de héroes, es una serie de televisión surcoreana, transmitida por MBC desde el 5 de julio de 2004, hasta el 1 de marzo de 2005, protagonizada por Cha In Pyo, Jun Kwang Ryeol, Kim Ji Soo y Lim Ji Eun.

## Argumento
Terminada la guerra de Corea, dos héroes llevan a cabo el milagro del río Han, el primero Chon Tae San (Cha In Pyo), nace en la pobreza como el hijo mayor de una familia de campo, el sin nada, pero dotado de talento innato en los negocios, funda el Sae Ki Group. Por otro lado esta Kuk Dae Ho (Jun Kwang Ryul), que proviene de una familia adinerada y comúnmente nada le importó ya que nunca supo que hacer con su vida, pero su personalidad visionaria, lo lleva a fundar el Dae Han Group. 
Tae San, dolido de la trágica perdida en la guerra de su más grande amor, Park So Sun (Kim Ji Soo), vuelve a encontrar una esperanza en la joven Kang Hae Young (Lim Ji Eun), que es hija de un economista, sin embargo, Dae Ho también la quiere, pero ella se acerca más a Tae San volviéndose seguidora de sus negocios y en el camino termina heredando el negocio de su padre, que la hace relevante en términos económicos.

## Reparto

### Personajes principales
- Cha In Pyo como Chun Tae San.
  - Baek Sung-hyun como Tae-san (adolescente).
  - Choi Bol Am como Tae San (envejecido).
- Jun Kwang Ryul como Kuk Dae Ho.
  - Jung Wook como Dae Ho (envejecido).
- Kim Ji Soo como Park So Sun.
  - Yoon Young Ah como So Sun (adolescente).
- Lim Ji Eun como Kang Hae Young.

### Personajes secundarios
- Jung Jae Gon como Kim Jong Pil.
- Kim Kap-soo como Chun Sa-gook.
  - Jung Ho Jin como Sa Gook (adolescente).
- Dokgo Yeong Jae como Park Chung Hee.
- Lee Hyo Jung como Gook Chul Min.
- Lee Kye In como Chun Tae Sool.
  - Ha Dong Ho como Tae Sol (adolescente).
- Hong Sung Sun como Lee Hu Rak.
- Moon Yong Min como Shin Dong Soo.
- Choi Jae Ho como Lim Dong Ho.
- Oh Seul Myung como Yoo Il Han.
- Park Kwang Nam como Kim Chil Book.
- Park Young Tae como Shin Yang Soo.
- Kim Min Hee como Kang So Hee.
- Lim Ji Eun como Kang Hye Young.

## Banda sonora
| Track listing |                                             |                 |          |  |
| N.º           | Título                                      | Artista         | Duración |  |
| 1.            | «Hero»                                      | Varios artistas | 1:02     |  |
| 2.            | «빛» (Bit)                                  | Cho Yong Pil    | 4:18     |  |
| 3.            | «Rush»                                      | Varios artistas | 1:57     |  |
| 4.            | «해후» (Haehu)                              | Varios artistas | 3:12     |  |
| 5.            | «Prayer»                                    | Varios artistas | 2:30     |  |
| 6.            | «영웅찬가» (Yeongungchanga)                 | Varios artistas | 0:58     |  |
| 7.            | «빛 Trance» (Bit Trance)                    | Cho Yong Pil    | 3:55     |  |
| 8.            | «Going Home»                                | Varios artistas | 2:09     |  |
| 9.            | «파도» (Pado)                               | Park Jin Kwang  | 3:55     |  |
| 10.           | «환희 그리고» (Hwanheui Geurigo)            | Varios artistas | 1:35     |  |
| 11.           | «정상에서» (Jeongsangeseo)                  | Kim Shin Woo    | 2:41     |  |
| 12.           | «파도 - Instrumental» (Pado - Instrumental) | Varios artistas | 3:56     |  |

## Emisión internacional
- Japón: KNTV.[2]